# Haliplus salinarius
Haliplus salinarius är en skalbaggsart som beskrevs av Wallis 1933. Haliplus salinarius ingår i släktet Haliplus och familjen vattentrampare. Inga underarter finns listade i Catalogue of Life.